# Csákvár
Csákvár es una ciudad del condado de Fejér, Hungría.